# Mykoła Tomenko
Mykoła Wołodymyrowycz Tomenko, ukr. Микола Володимирович Томенко (ur. 11 grudnia 1964 w miejscowości Mali Kaniwci w obwodzie czerkaskim) – ukraiński polityk, były wicepremier.

## Życiorys
Absolwent Uniwersytetu Kijowskiego. Brał udział w wojnie afgańskiej. Po powrocie z wojska podjął studia na Uniwersytecie w Kijowie. W 1992 uzyskał stopień kandydata nauk.
W połowie lat 90. rozpoczął karierę polityczną. W 2002 został wybrany do parlamentu z listy Bloku Nasza Ukraina. Był jednym z liderów partii Reformy i Porządek, w 2005 przeszedł do Batkiwszczyny. W okresie od lutego do września 2005 pełnił funkcję wicepremiera Ukrainy w rządzie Julii Tymoszenko. W 2006 i 2007 ponownie uzyskiwał mandat deputowanego do Rady Najwyższej Ukrainy z listy BJuT. 2 września 2008 został wiceprzewodniczącym parlamentu. W 2012 obronił mandat poselski z listy Batkiwszczyny, a w 2014 z listy Bloku Petra Poroszenki. Mandat wykonywał do 2016, kiedy to został go pozbawiony na drodze sądowej.